# ريتش نيمان
ريتش نيمان (بالإنجليزية: Rich Niemann)‏ مواليد 2 يوليو 1946 في سانت لويس، هو لاعب كرة سلة أمريكي سابق. لعب مع عدة فرق في الدوري الأمريكي لكرة السلة للمحترفين.

## المسيرة الاحترافية
لعب مع ديترويت بيستونز في موسم 1968–1969، ثم لعب مع ميلووكي باكز في سنة 1969، ثم لعب مع بوسطن سيلتكس في موسم 1969–1970، ثم لعب مع كارولاينا كوغارز في سنة 1970.

## روابط خارجية
- ريتش نيمان على موقع إن بي أي (الإنجليزية)
- ريتش نيمان على موقع سبورتس رفرنس (الإنجليزية)
- ريتش نيمان على موقع كلية كرة السلة في سبورتس رفرنس.كوم (الإنجليزية)
- ريتش نيمان على موقع ريلجم (الإنجليزية)
- ريتش نيمان على موقع بروبوليرز (الإنجليزية)